# Varuzhan Akobian

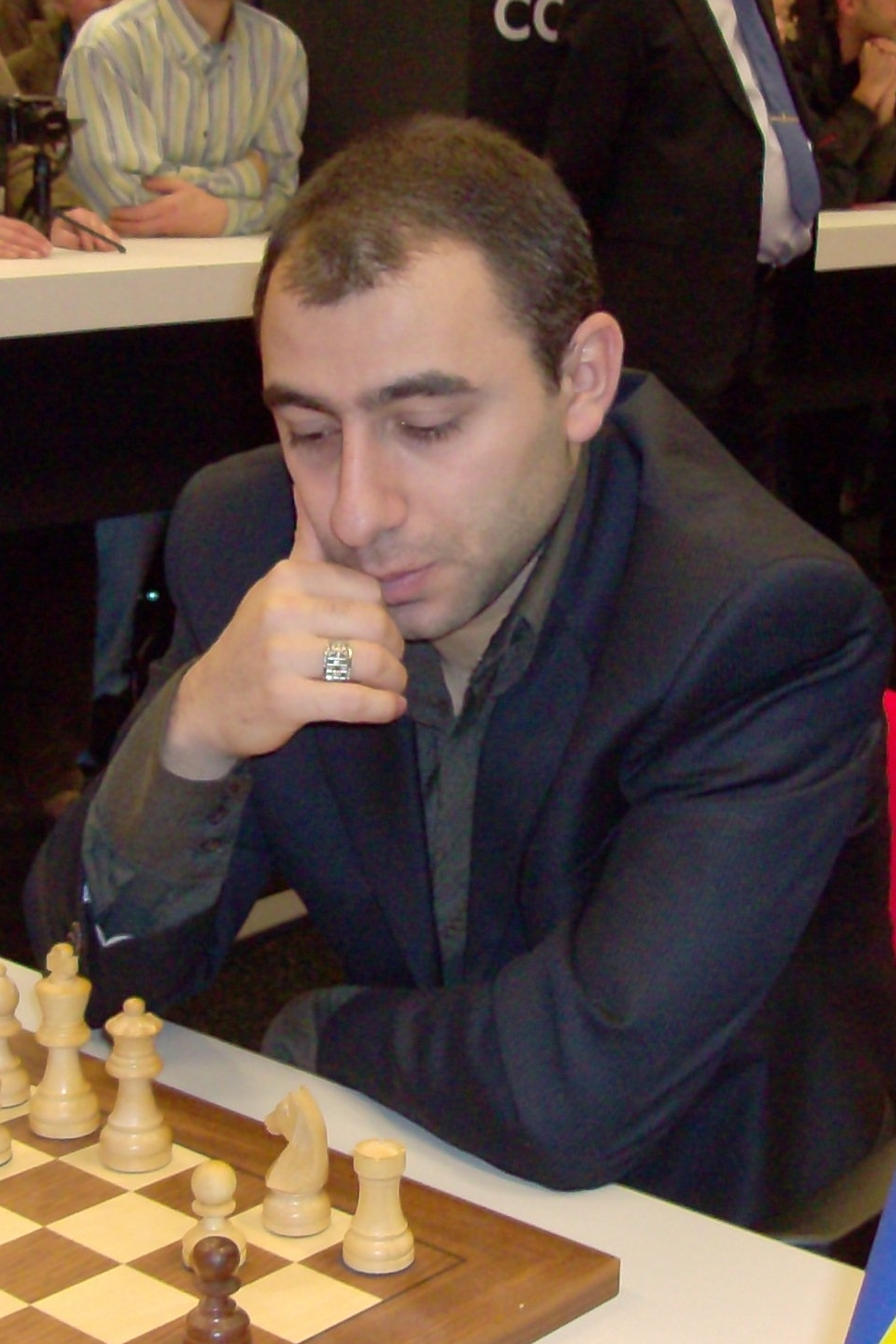
Varuzhan Akobian in Wijk aan Zee, 2010

Varuzhan Akobian (Armeens: Վարուժան Հակոբյան) (Jerevan, 19 november 1983) is een Armeens-Amerikaans schaker. Hij is, sinds 2004, een grootmeester (GM). Hij is afkomstig uit Armenië, maar woont in St. Louis. Bij de Schaakolympiades van 2006 en 2008 was hij lid van het team van de VS dat beide keren de bronzen medaille behaalde.

## Beginjaren
Toen Akobian vijf jaar oud was, moest zijn vader langere tijd werken in Mongolië. Omdat Akobian vanwege het barre klimaat niet buiten kon spelen, leerde zijn vader hem schaken. Toen de familie twee jaar later was teruggekeerd naar Armenië, ging hij naar de schaakschool Tigran Petrosjan, genoemd naar de voormalige wereldkampioen. Later kreeg hij schaaktraining van IM Ashot Nadanian en van Gagik Sarkissjan. Akobian werd Armeens jeugdkampioen in de leeftijdsklassen tot 10 jaar (1993), tot 12 jaar (1995) en tot 16 jaar (1998).
In 2001 werd hij zelf Internationaal Meester (IM), waarvoor hij op 16-jarige leeftijd de normen behaald had. In januari 2001 emigreerde Akobian naar Californië, werd daar Amerikaans staatsburger en speelt sinds 2002 voor de United States Chess Federation.

## Schaakcarrière
Op het 30e World open, gehouden in juli 2002 in Philadelphia, eindigden negen spelers gedeeld eerste met 7 pt. uit 9 ronden; na de tie-break werd Akobian achtste. 

In 2004 werd Akobian grootmeester (GM).  De eerste norm daarvoor behaalde hij in juli 2002 met een gedeelde eerste plaats bij het 30e World Open in Philadelphia, waarvan hij later nummer 32 won met 7.5 uit 9 in juli 2004, evenals nummer 35 in 2007. De tweede norm behaalde hij bij het Imre Konig-invitatietoernooi in sept. 2002 in San Francisco en de derde norm in november 2003, een week na zijn 20e verjaardag, bij het Eduard Gufeld Memorial in Los Angeles.
In augustus 2005 vond in Buenos Aires met 152 deelnemers het Kampioenschap Amerikaans Continent plaats, dat met 8.5 uit 11 door Bruzon gewonnen werd. Varuzhan Akobian eindigde gedeeld derde met 7.5 punten. 
In 2006 werd hij gedeeld eerste bij het "San Marino Open", met een performance rating van 2796. In 2007 werd hij gedeeld 1e-8e met Hikaru Nakamura, Alexander Shabalov, Darmen Sadvakasov, Zviad Izoria, Victor Mikhalevski, Magesh Chandran Panchanathan en Justin Sarkar in het Miami Open toernooi en werd tweede, achter Julio Granda Zuniga, in het Kampioenschap Amerikaans Continent in Cali (Colombia). Hij kwalificeerde zich hiermee voor de Wereldbeker schaken 2007, waar hij in de eerste ronde werd uitgeschakeld. Ook speelde hij in de Wereldbeker schaken 2009 en werd in ronde 2 uitgeschakeld door Ruslan Ponomariov.
Op 15 maart 2007 verscheen Akobian in de documentaire-serie True Life op de muziekzender MTV, in een aflevering getiteld "I'm a Genius" ("Ik ben een genie").
In april 2009 won hij een wedstrijd met prijzengeld 10.000 US-dollar tegen toenmalig kampioen van Californië Yuri Shulman. Het ging om 6 snelschaakpartijen (uitslag 3.5 - 2.5) en 8 blitzpartijen (uitslag 6 - 2).
In mei 2014 speelde hij in het kampioenschap van de VS in Saint Louis, en werd gedeeld eerste met Gata Kamsky en Aleksandr Lenderman. Een tiebreak met 3 spelers ging beslissen wie kampioen zou worden. In een armageddonpartij versloeg hij Lenderman en speelde vervolgens rapidmatch tegen Kamsky. Deze werd met 1.5 - 0.5 gewonnen door Kamsky, waarmee Kamsky de titel won, en Akobian tweede werd.

## Nationale teams
Met het team van de VS speelde Akobian in de Schaakolympiades van 2006, 2008, 2012 en 2014; het team eindigde als derde in 2006 en 2008.  In 2010, 2013, 2015 en 2017 nam hij deel aan het Wereldkampioenschap schaken voor landenteams. In 2010 werd hij met het team tweede, in 2013 won hij de individuele prijs voor reservespelers. In 2013 won Akobian met het team van de VS het Kampioenschap Amerikaans Continent voor Teams en leverde aan bord 2 de op één na beste prestatie.

## Verenigingen
In de United States Chess League speelde Akobian van 2010 tot 2012 voor de Seattle Sluggers, waarmee hij in 2012 kampioen werd, van 2013 tot 2015 speelde hij voor de St. Louis Arch Bishops, waarmee hij in 2014 kampioen werd. Bij het eerste Wereldkampioenschap Schaken voor Steden, in 2012 in Al Ain, speelde hij voor de stad Chicago aan het eerste bord.

## Externe koppelingen
- (en)   Informatie over schaakpartijen van Varuzhan Akobian op ChessGames.com
- (en)   Informatie over schaakpartijen van Varuzhan Akobian op 365chess.com
- (en)  FIDE-ratinggegevens voor Varuzhan Akobian